# Wiktar Tałkaczou
Wiktar Iwanawicz Tałkaczou (biał. Віктар Іванавіч Талкачоў, ros. Виктор Иванович Толкачёв, Wiktor Iwanowicz Tołkaczow; ur. 13 maja 1949 w Szyszczycach w rejonie słuckim) – białoruski polityk, w latach 2008–2012 deputowany do Izby Reprezentantów Zgromadzenia Narodowego Republiki Białorusi IV kadencji.

## Życiorys
Urodził się 13 maja 1949 roku we wsi Szyszczyce, w rejonie słuckim obwodu mińskiego Białoruskiej SRR, ZSRR. Ukończył Białoruski Instytut Inżynierów Transportu Kolejowego, uzyskując wykształcenie inżyniera mechanika transportu kolejowego oraz Akademię Zarządzania przy Prezydencie Republiki Białorusi, uzyskując wykształcenie menedżera ekonomisty. Pracę rozpoczął jako ślusarz w Mińskiej Wagonowni. Odbył służbę wojskową w szeregach Armii Radzieckiej. Następnie pracował jako mistrz szkolenia produkcyjnego w GPTU Nr 34 transportu kolejowego Mińska, mistrz sekcji instrumentalnej, kierownik warsztatu kuźniczo-mechanicznego, zastępca dyrektora ds. komercyjnych Mińskiego Zakładu Remontu Wagonów, dyrektor Mińskiego Zakładu Remontu Wagonów im. A. Miasnikowa.
27 października 2008 roku został deputowanym do Izby Reprezentantów Zgromadzenia Narodowego Republiki Białorusi IV kadencji z Gruszewskiego Okręgu Wyborczego Nr 98. Pełnił w niej funkcję zastępcy przewodniczącego Stałej Komisji ds. Przemysłu, Sektora Paliwowo-Energetycznego, Transportu, Łączności i Przedsiębiorczości. Od 13 listopada 2008 roku był członkiem Narodowej Grupy Republiki Białorusi w Unii Międzyparlamentarnej.

## Odznaczenia
- Order Ojczyzny III klasy;
- Gramota Pochwalna Zgromadzenia Narodowego Republiki Białorusi;
- Gramota Pochwalna Rady Ministrów Republiki Białorusi;
- Odznaka „Honorowemu Kolejarzowi”;
- Honorowy tytuł „Zasłużony Pracownik Przemysłu Republiki Białorusi”[1].